# Mine de Morila
La mine de Morila est une mine d'or située au sud du Mali, et exploitée par AngloGold Ashanti et Randgold Resources.

## Histoire
La mine a ouvert en 2000, mais elle n'a été inaugurée qu'en 2001.
Les communautés locales ont reproché à la mine de créer un clivage entre la population, en séparant ceux qui étaient bien payés, des plus pauvres. Ce qui conduira à une grève en 2004, puis un accord avec les propriétaires, qui ont promis d'investir dans les municipalités locales après la fermeture de la mine.
En 2008, sa fermeture a été programmée pour 2013, par l'État malien. Cependant, elle a été repoussée plusieurs fois, en raison de réserves d'or plus importantes que prévu. Sa fermeture devrait avoir lieu en 2020.
Lors de la Journée Mondiale de l'Environnement de 2015, l'entreprise a été certifiée ISO 14001.
En 2017, la mine s'est agrandie vers la commune de Domba, ce qui a conduit la compagnie à déplacer une partie des villageois. Mais la nuisance sonore et la poussière étaient telles que la commune a porté plainte à plusieurs reprises, et a demandé l'annulation des travaux.

## Exploitation
Cette mine d'or appartient à un consortium qui comprend Randgold Resources (40 %), Anglogold Ashanti Ltd (40 %) et l’État malien.
La mine s'étend sur 1 250 ha dans la commune de Sanso et de Domba, à 280 km au sud-est de Bamako, la capitale du Mali. En 2016, le ministère des mines a affirmé que la mine avait extraite plus de 209 tonnes d'or. Selon Randgold, en 2017, la compagnie a produit plus de 70 000 onces d'or, pour un profit de plus de 19 millions de francs CFA.
À la suite des annonces de fermetures, l'exploitation a dû renvoyer une partie de ses salariés ; elle est ainsi passée de près de 1 300 employés en  2000 à 815 en 2016.

## Après Mine
L'entreprise a conçu un projet agro-business, pour permettre aux populations locales de continuer à avoir des revenus, et pour utiliser l'espace transformé par la mine. Des projets de pisciculture, d'aviculture, d'apiculture et d'agriculture ont donc ainsi déjà commencé à se mettre en place. Elle propose aussi un centre qui emploie les locaux, et leur propose des perfectionnements ainsi que des formations, aux développements durables et aux ressources humaines, par exemple.